# Cruzando o T

Cruzando o "T", os navios perto do fundo só podem movimentar suas baterias frontais no inimigo. A linha de navios no topo pode usar suas baterias dianteiras e traseiras em seus alvos.

Cruzar o "T" é uma tática clássica de guerra naval usada do final do século XIX a meados do século XX, na qual uma linha de navios de guerra cruza na frente de uma linha de navios inimigos para permitir que a linha de cruzamento traga todas as suas armas para uma posição vantajosa enquanto recebe fogo apenas dos canhões frontais do inimigo.